# Ulrich II. von Graben
Ulrich II. von Graben (* vor 1300 Schloss Alt-Grabenhofen; † um 1361 Schloss Kornberg), Burggraf von Hohenwang, Gleichenberg und Rothenfels sowie Herr von Kornberg und Graben, war ein Edelmann, welcher dem edelfreien Geschlecht derer Von Graben von Stein entstammte. Er gilt nebst zwei Brüdern als Begründer der Kornberger Linie des Geschlechtes nebst einem neuen Familienwappen. Der Historiker Valvasor schilderte ihn in seinem Werk Die Ehre dess Hertzogthums Crain als einen trefflich-guten Soldaten.

## Biografie

### Familiäres
Ulrich von Graben war der Sohn des Gleichenberger Burggrafen Ulrich I. von Graben, von welchem er wohl dieses Amt ererbte, und Gertrud († beide ca. 1325). Er heiratete im Jahr 1330 Barbara, eine Tochter von Johann von Auersperg und Cimburgis Schauerpeck, und später eine Edelfrau namens Gertraud. († vor 1375). Über die Nachkommen Ulrichs II. ist nichts bekannt. Sein Erbe scheint sein Bruder Friedrich I. von Graben gewesen zu sein.
Ulrichs erste urkundliche Erwähnung datiert aus dem Jahre 1300, als er gemeinsam mit seinen Brüdern Veit, Otto I. und Friedrich I. von Graben ein Jahresvermächtnis an das Stift Rein stiftete. 1314 gelangte er in den Besitz des Dorfes Wetzelsdorf bei Kornberg. 1324 siegelte er nebst seinem Bruder Otto in der Gütertauschurkunde ihrer Neffen, den Herren von Stubenberg. Im Jahre 1325 stiftete er fünfzig Mark Silber an das Stift Rein. Darauf verpflichtete sich der Abt des Stiftes Rein den Gebrüdern Graben gegenüber, für deren im selben Jahr verstorbenen Vater Ulrich eine jährliche Gedächtnismesse zu lesen.

### Wappen

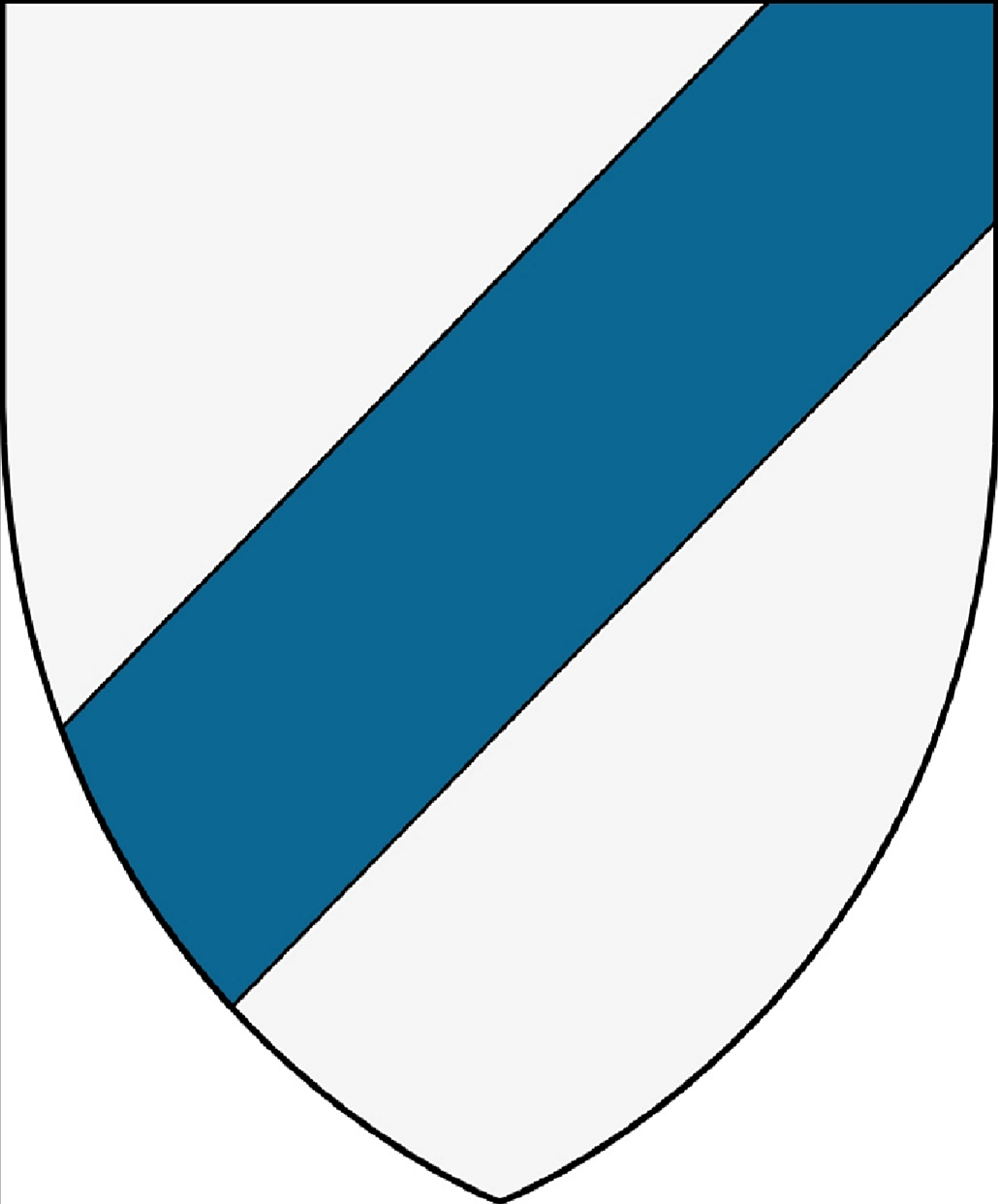
Das Herkunftswappen von Otto I. von Graben ist jenes der Krainer Stammlinie sowie der Konradinischen Linie am Graben (Graz)

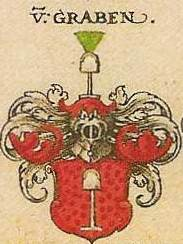
Das neue Wappen von Otto I. von Graben ist jenes der Kornberger Linie (Johann Siebmachersche Wappentafel)

Durch die große Ausbreitung der Graben, auch unter diversen Namen wie den ursprünglich steirischen Rosenberger (Orsini-Rosenberg) oder den niederösterreichischen Grabner [ab 1487 gleichwohl Grabner zu Rosenburg] im Laufe des 14. Jahrhunderts brachte diverse Abänderungen des Grabnerischen Stammwappen mit sich. Das ursprüngliche Wappen mit dem blauen Schrägrechts -resp. Schräglinksbalken auf Silber erfuhr bei der durch Friedrich von Graben neu begründeten Kornberger Linie eine Änderung hin zu einem sprechenden Wappen mit einer (aufrecht stehenden) silbernen Schaufel auf rotem Feld an. Dieses Wappen der Kornberger Linie vererbte sich an deren Abstammungen in Niederösterreich, Tirol und den Niederlanden (aber nicht in Kärnten und Osttirol).
Mittels dem gemeinschaftlichen Kauf von Kornberg durch die Gebrüder Otto I., Ulrich II. und Friedrich I. im Jahre 1328 von Friedrich Kornberger, samt Wappen und Zugehör, erfolgte eine (Art) Übernahme deren Wappens mit den Kornähren.
Anmerkung:
- Von seiner Mutter Gertraud von Graben (Gertravt Grabnerin) ist ihr Wappensiegel mit dem Schrägbalken aus dem Jahre 1331 erhalten.[7]

### Wirken
Ulrich II, von Graben kam 1328 gemeinsam mit seinen Brüdern Otto und Friedrich I. in den Besitz der Herrschaft Kornberg und des Schlosses Kornberg, eines landesfürstlichen Lehens, von Friedrich Kornberger (Chorenberger) und dessen Söhnen Ulrich und Friedl um 150 Mark Silber mitsamt Wappen und Zugehör. In dem Kaufbrief steht vermerkt: ..das Haus zu Kornberg und zu Edelsbach bei Kornberg, das Dorf Unterkrottendorf und den Hof zu Wetzelsdorf bei Kornberg mit dem 2. Teil Wein -und Getreidezehnt und dem Gericht daselbst. Kornberg war ein landesfürstliches Lehen und avancierte zum Stammsitz der Graben sowie namensgebend für die steirische Linie, die Kornberger Linie. Friedrichs Nachkommenschaft besaß Herrschaft und Schloss Kornberg bis in das Jahr 1556 resp. 1564, als dieser (steirische) Familienzweig mit Andrä von Graben im Mannesstamm resp. mit dessen Schwester Anna von Graben in weiblicher Linie erlosch. Das Wappen wurde mit kaiserlicher Bewilligung an die Nachkommen und Verwandten von Anna vererbt, den Herren von Stadl.
Im Jahre wird 1330 wurde ein Ulrich von Graben – es könnte sich hierbei um Ulrich II. von Graben handeln – als Herr des kleinen Gutes Graben bei Würmla beurkundet. Sein Wappensiegel wird folgend erwähnt: Eine schräggerechte liegende Schaufel ohne Stiel, auf dem Helm zwei Büffelhörner. Dieses, sein Wappen, stellt eine Kombination des krainischen Stammwappens mit dem Schrägbalken und den Büffelhörnern und des steirischen Wappens mit der Schaufel dar. 1332 verkaufte Eckel von Friedberg den Gebrüdern Ulrich II., Otto I. und Friedrich I. von Graben den Marchdienst auf 20 Huben zu Rassendorf, dem heutigen Ratschendorf.

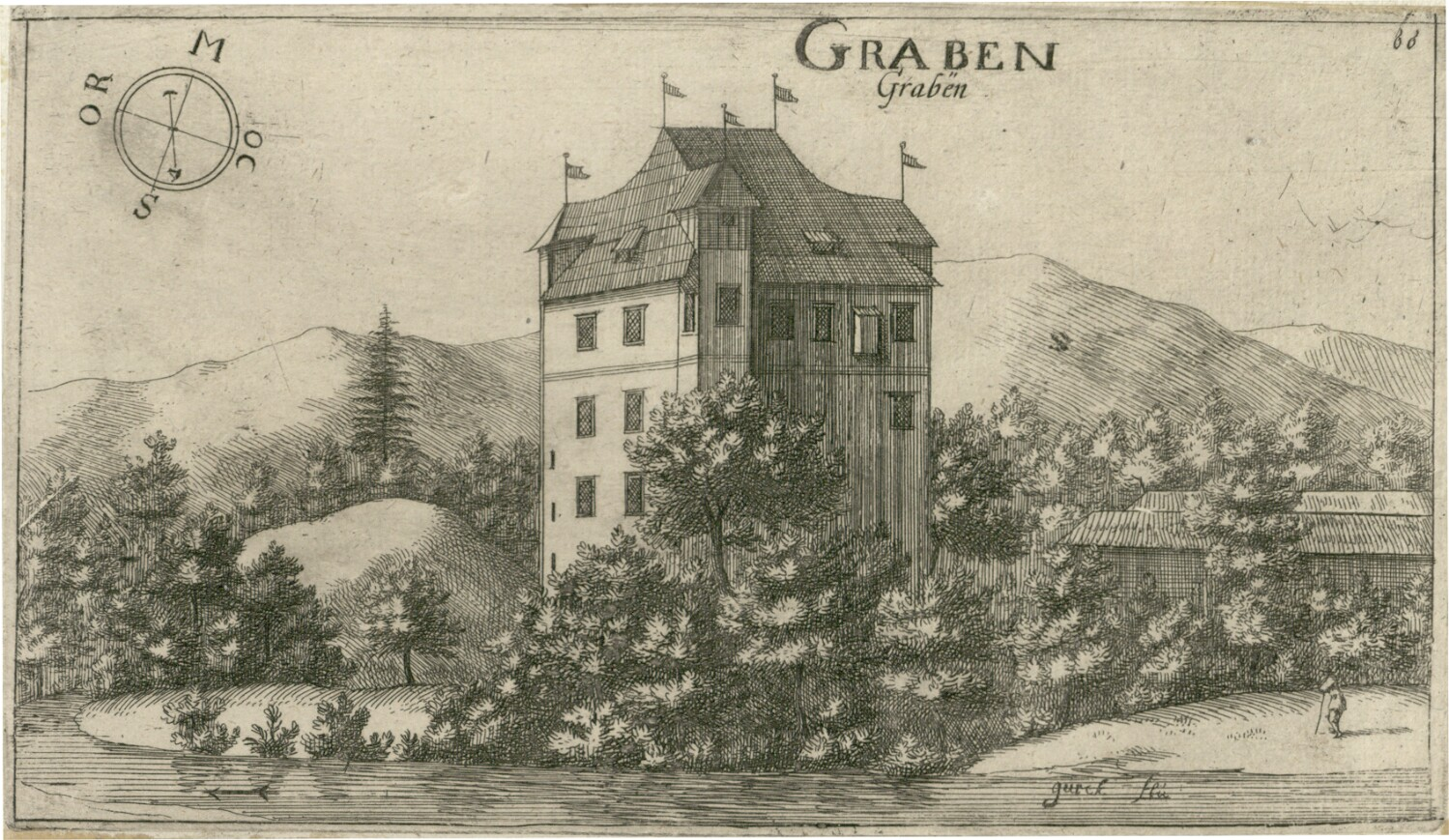
Das ehemalige Schloss Graben im Jahre 1679

Ulrich von Graben wurde des Weiteren im Jahre 1343 (wohl bis 1358) als fürstlich freisischer Burggraf von Rothenfels (auch Wel(t)z genannt), und im Jahre 1345 als wallseeischer Verwalter (Burggraf) auf Gleichenberg genannt. Im Jahre 1354 verpfändete Herzog Albrecht Burg und Herrschaft Hohenwang [dem administrativen Zentrum des Gebietes der heutigen nordsteirischen Gemeinde Langenwang] an Ulrich von Graben, welcher sich darauf Burggraf von Hohenwang nannte. Nach seinem Tod im Jahre 1361 wurde das Gebiet wieder landesfürstlichen Burggrafen zur Verwaltung übergeben.
Des Weiteren war Ulrich von Graben im Besitz des krainischen Stammschlosses seiner Familie, des Schlosses Graben, nahe Novo mesto gelegen.